# Ruta 230 (Costa Rica)
La Ruta 230, oficialmente Ruta Nacional Secundaria 230, es una ruta nacional de Costa Rica ubicada en la provincia de Cartago.

## Descripción
En la provincia de Cartago, la ruta atraviesa el cantón de Jiménez (el distrito de  Juan Viñas), el cantón de Turrialba (los distritos de  Turrialba, Santa Cruz, Santa Rosa), el cantón de Alvarado (los distritos de Pacayas, Cervantes, Capellades), el cantón de Oreamuno (los distritos de Cot, Cipreses).